# Grand Cayman
Pour les articles homonymes, voir Cayman.
Grand Cayman est l'une des trois îles du territoire britannique d'outre-mer des îles Caïmans, un archipel situé en mer des Caraïbes. C'est sur celle-ci que se trouve la capitale George Town. Il s'agit d'un atoll surélevé.

## Géographie
Partagée en districts dont les principaux sont West Bay, George Town, Bodden Town, East End et North Side. Chaque district a ses particularités, par exemple le district de West Bay partage la superbe plage de Seven Mile Beach (en) qui commence vers le début du district de West Bay pour finir à l'orée de George Town.
Le district de George Town est le centre politique, financier et commercial de ces îles. George Town est surtout l'endroit où les touristes débarquent des navires de croisière. L’ouragan Ivan de 2004 inflige des dommages considérables au petit port de George Town.
Le district de Bodden Town rappelle beaucoup le passé avec encore quelques vieilles maisons typiques d'il y a bien longtemps. Savannah et Bodden Town sont les deux villages de ce district. La côte est beaucoup plus naturelle et pleine de surprises, surtout le fameux Blow Hole, où la mer s'engouffre sous les rochers créant un jet d'eau de plusieurs mètres de hauteur.
En continuant la route on arrive à East End : c'est là que, semble-t-il, un galion aurait coulé et beaucoup de ses passagers auraient été sauvés par les habitants de ces rives. La légende raconte qu'il y avait un membre de la royauté à bord, et qu'à la suite de cet acte de bravoure des gens de l'île, le roi aurait offert une exemption d'impôts pour ses habitants.
Le district de North Side offre l'entrée dans le North Sound, un grand lagon bordé de terres et d'une barrière de corail. On trouve dans ce lagon le fameux Stingray City où les raies ont été pratiquement apprivoisées ainsi qu'un des plus beaux sites de plongée d'une profondeur de 2 mètres. Le retour par East End permet de traverser le Queen's Highway qui borde la mer dans des paysages lunaires.